# Paso Viejo
Paso Viejo é uma comuna da província de Córdoba, na Argentina.